# Den Neie Feierkrop
Den Neie Feierkrop és un setmanari satíric luxemburguès.